# Villa Ballester
Villa Ballester è una città situata nel centro del partido di General San Martín (Buenos Aires), Argentina, nella zona nord della Grande Buenos Aires. È anche la tredicesima stazione (Stazione Villa Ballester) di Jose Leon Suarez ramo appartenenti alla ex linea ferroviaria Bartolomé Mitre.

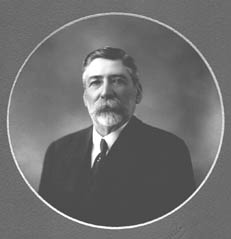
Il fondatore di Villa Ballester, Pedro Ballester

## Storia
La città di Villa Ballester nasce dalla terra della fattoria di Miguel Ballester y Flotat. Questa terra era nelle mani di più eredi, ma Pedro Ballester, a fine 1880, ha avuto l'idea di creare una città con la suddivisione di queste terre.
La data di fondazione ufficiale di Villa Ballester è il 26 ottobre 1889.
Villa Ballester non ha attratto solo le famiglie della vicina Buenos Aires, che fuggivano dalle case sovraffollate, ma anche da persone ricche sia per la pausa estiva o per una residenza permanente.
Nei primi decenni del XX secolo, la città ha ricevuto un numero significativo di immigrati tedeschi, che hanno lasciato prova della loro influenza sulla città con i suoi tipici edifici, come l'Hölters Schule, Deutsche Schule / Instituto Ballester e un istituto di sport, la Società Tedesca di Gimnasia della Villa Ballester.

## Cultura

### Istruzione

#### Musei
- Museo Casa Carnacini
- Museo Storico José Hernández-Chacra Pueyrredón

## Aspetto urbanistico
La città ha avuto una bassa densità di edifici fino alla metà del XX secolo. Intorno al 1970 iniziò la costruzione di edifici abitativi nel centro della città, che segna la scomparsa di gran parte del patrimonio architettonico. Anche se negli ultimi anni i beni architettonici sono protetti, questo processo è accelerato con il boom edilizio si è verificato nella zona metropolitana di Buenos Aires negli ultimi anni, un fenomeno che ha colpito quasi tutte le città intorno a Buenos Aires.

## Infrastrutture e trasporti

### Strade
Le principali vie d'accesso alla città sono le strade provinciali 4 e 8.

### Ferrovie
Villa Ballester è servita dalle stazioni di Malaver, Villa Ballester e Chilavert. Le tre fermate sono poste lungo la linea suburbana Mitre, che unisce le località del ovest dell'area metropolitana bonaerense con Buenos Aires.